# Castillo de San Julián
El castillo de San Julián es un castillo construido en el siglo XVIII en lo que hoy es la diputación de Santa Lucía, dentro del municipio español de Cartagena (Región de Murcia). Fue declarado Bien de Interés Cultural el 7 de agosto de 1997.

## Historia
El castillo está situado en el monte de San Julián, del que toma su nombre, y que con anterioridad a su fortificación había demostrado ser una posición estratégica para la defensa de la plaza, cuando durante la breve ocupación austracista de Cartagena por el almirante John Leake en el marco de la guerra de sucesión española (1706), los ingleses construyeron en la montaña una torre cilíndrica. Tras la victoria felipista se empezó un programa de construcción y remodelaciones del actual castillo alrededor de la torre inglesa que no concluyó hasta la reforma llevada a cabo entre 1861 y 1883, con el objetivo de proteger la bocana del puerto de la ciudad.
Durante el siglo XIX, una serie de hechos dentro del fuerte tuvieron trascendencia en la historia de Cartagena: los primeros fueron el internamiento en el mismo del militar liberal y exguerrillero Juan Palarea y Blanes, bajo la acusación de haber participado en el pronunciamiento de 1841, y su fallecimiento en 1842 en circunstancias para algunos no aclaradas; 31 años más tarde, durante la rebelión cantonal, era rebautizado con el nombre de «Froilán Carvajal», un mártir del movimiento republicano federal; el 10 de enero de 1886 tenía lugar la toma de San Julián a manos de unos seguidores del mismo movimiento, que, con Antonete Gálvez al frente, hirieron de muerte al gobernador militar Luis Fajardo cuando se aproximó para intentar negociar con ellos; y por último, y poco tiempo antes del cambio de siglo, vino la explosión accidental del polvorín el 20 de mayo de 1898, que tuvo como resultado la muerte de 10 soldados.
Durante la Segunda República y la guerra civil, el fuerte fue empleado como prisión de carácter militar, albergando a funcionarios de las fuerzas armadas encarcelados por su intervención en diferentes insurrecciones. Así, La Sanjurjada de 1932 fue causa del internamiento de José Cavalcanti o Miguel García de la Herrán, mientras que la Revolución de 1934 llevó a las celdas de San Julián a Enrique Pérez Farrás y Fernando Condés, entre otros. La dictadura de Francisco Franco dio de nuevo una función penitenciaria al castillo, cuando entre abril y noviembre de 1939 situó en sus instalaciones parte del complejo concentracionario que la represión franquista hizo operar en Cartagena.
Su propiedad pasó del Ministerio de Defensa a la empresa de telecomunicaciones Telefónica, que ha instalado diversos equipos y antenas que comparten espacio con las de Radio Nacional, el Cuerpo Nacional de Policía, etc.

## Arquitectura
El castillo se eleva a una altitud de 293 metros sobre el nivel del mar y fue edificado siguiendo los parámetros del neoclasicismo ecléctico de la Escuela española afrancesada en sus frentes noroeste, noreste y sur. El frente oriental se podría definir como «poligonal» dotado con una caponera, y el frente suroeste, que custodia la puerta y el puente levadizo mediante el sistema «atenazado» con dos «órdenes de fuego».